# Église Saint-Martin de Mourens
Pour les articles homonymes, voir Église Saint-Martin.
L'église Saint-Martin est une église catholique située dans la commune de Mourens, dans le département de la Gironde, en France.

## Localisation
L'église se trouve dans l'est du bourg, le long de la route départementale D227 qui mène vers l'est en direction de Saint-Martial.

## Historique
L'édifice de style roman, construit à l'origine au XIIe siècle, fortifié au XVIe siècle et agrandi au XVIIe siècle par l'adjonction de deux chapelles latérales non voûtées conserve, dans le chœur, des restes d'un décor peint du XVIIIe siècle ; il est inscrit en totalité au titre des monuments historiques par arrêté du 16 avril 2002 après avoir été inscrit en 1926 pour sa seule façade occidentale.

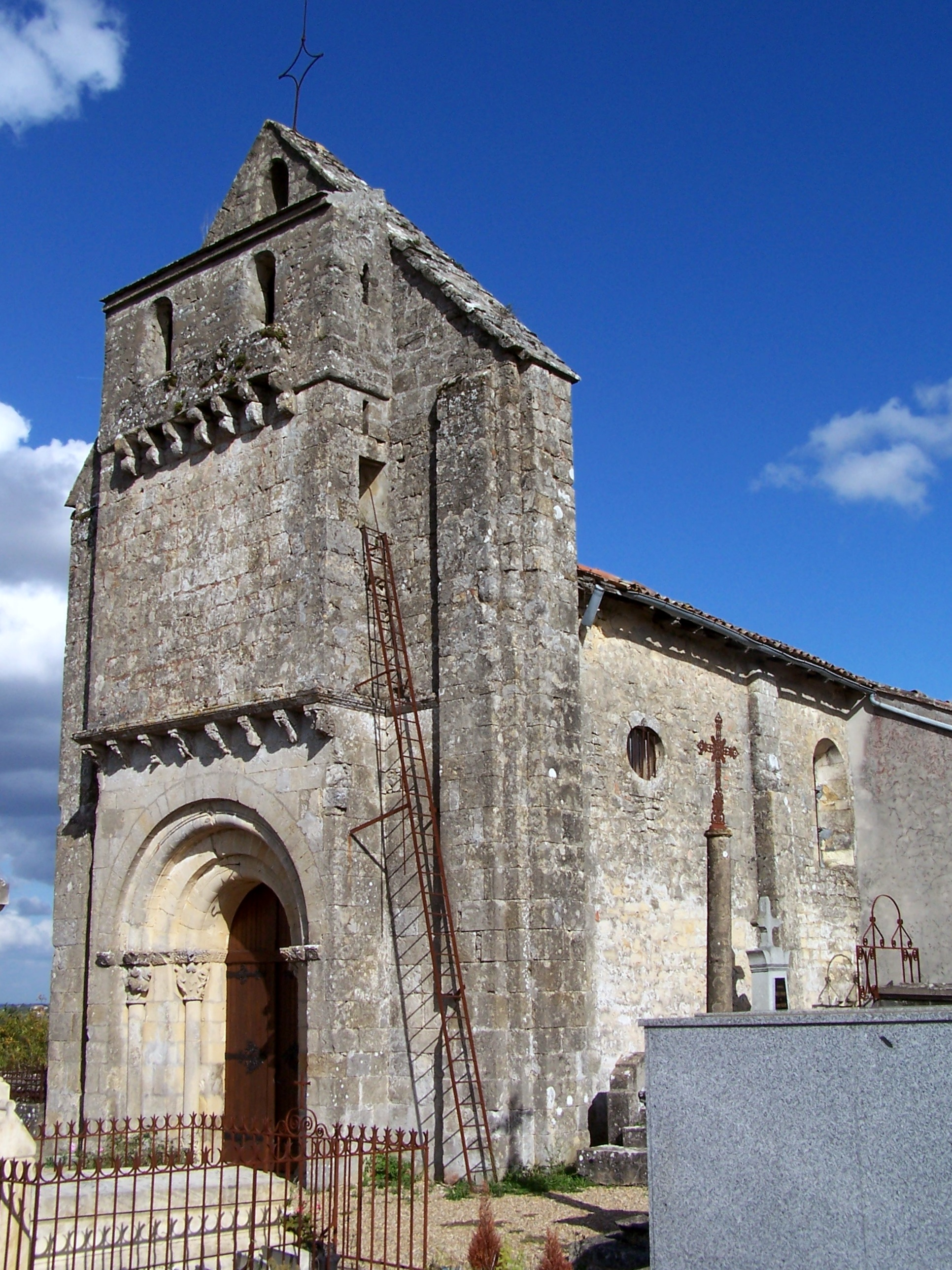
Vue sud-ouest (oct. 2012)
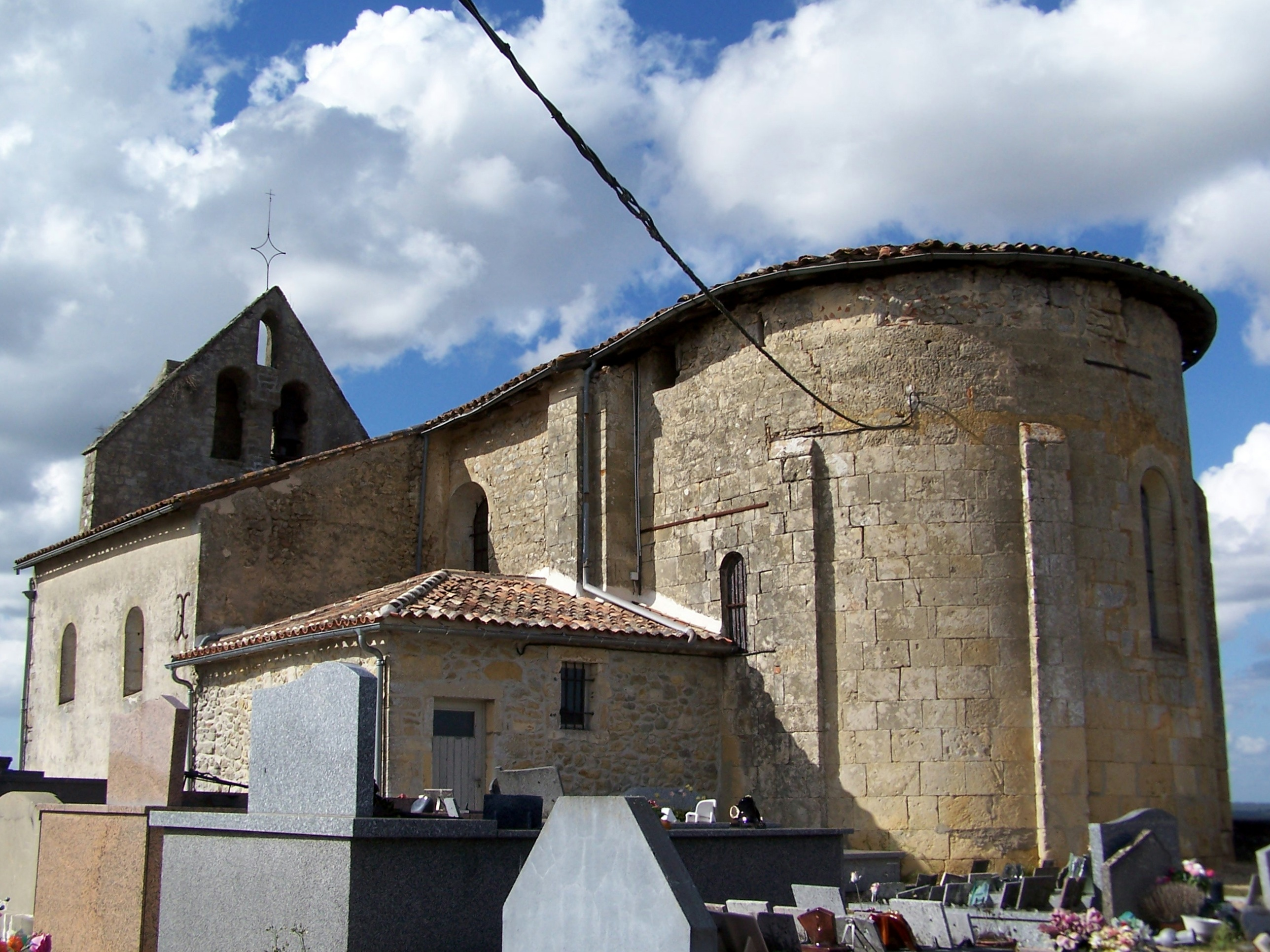
Vue sud-est (oct. 2012)
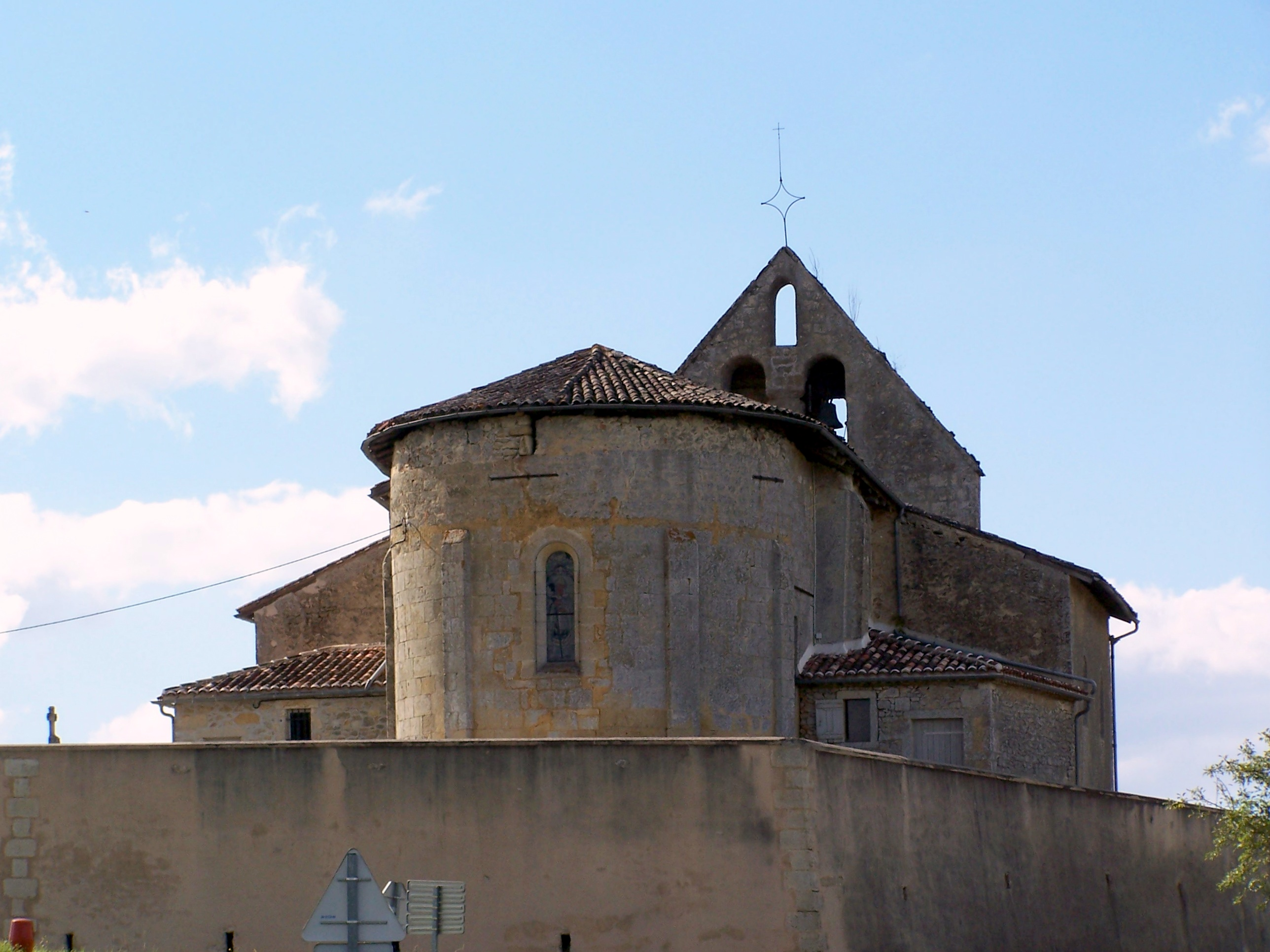
Le chevet (oct. 2012)
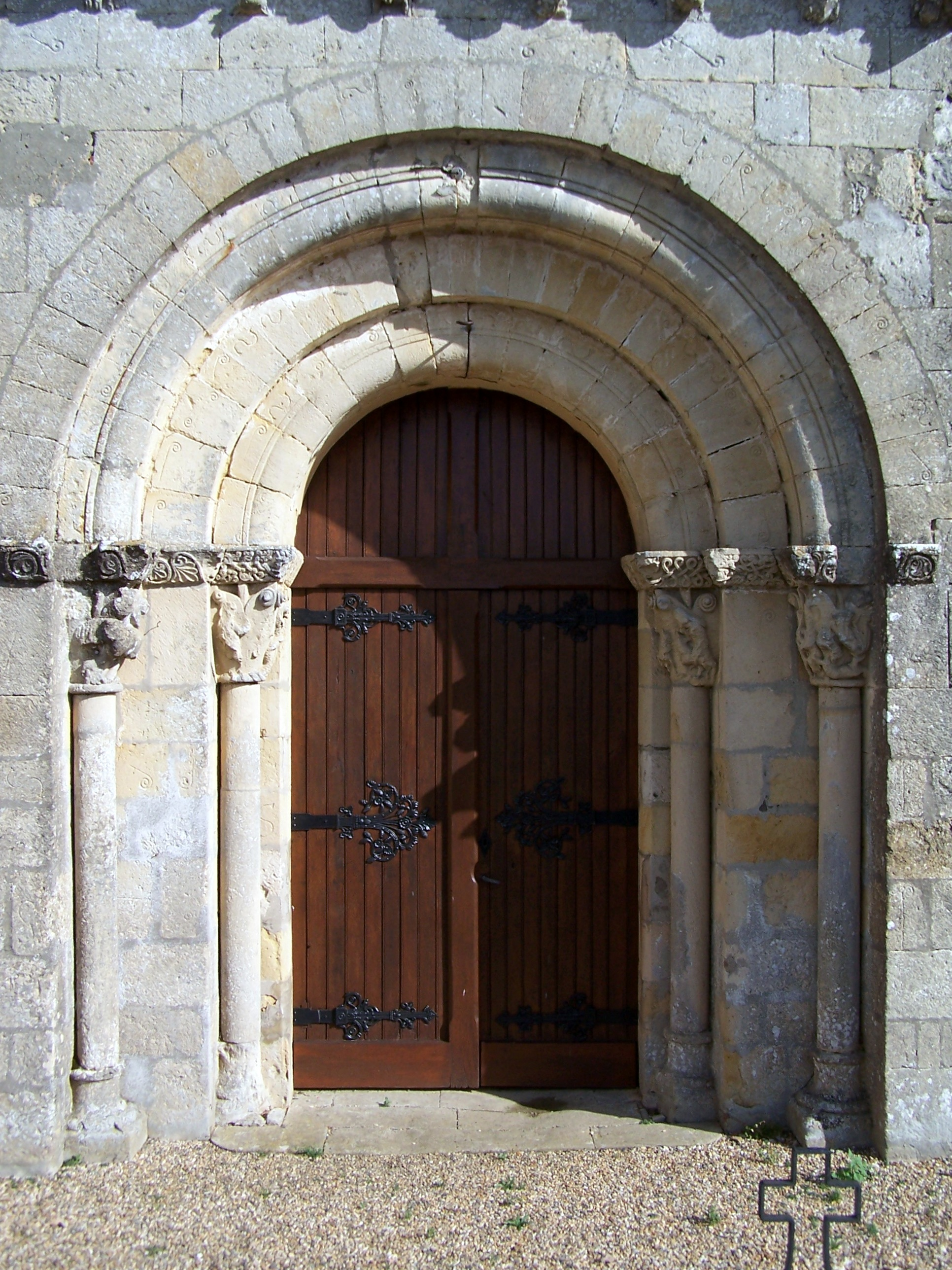
Le portail (oct. 2012)

## Iconographie de la façade occidentale
La façade occidentale de l'église possédait un riche programme sculpté : quatre chapiteaux du portail et huit modillons de la corniche. Malheureusement, toutes ces sculptures ont été défigurées par les marteaux des iconoclastes. Malgré la destruction, les parties restantes permettent, par comparaison avec d'autres œuvres de la région, de reconstituer les sujets des sculptures.
Le portail : Il y a quatre chapiteaux avec la même structure : corbeille posée sur un épais astragale sculpté sur deux faces ; les tailloirs sont couverts d'entrelacs ou de rinceaux. Ils n'ont pas subi de martelages et sont en assez bon état de conservation.
Scène animalière : 

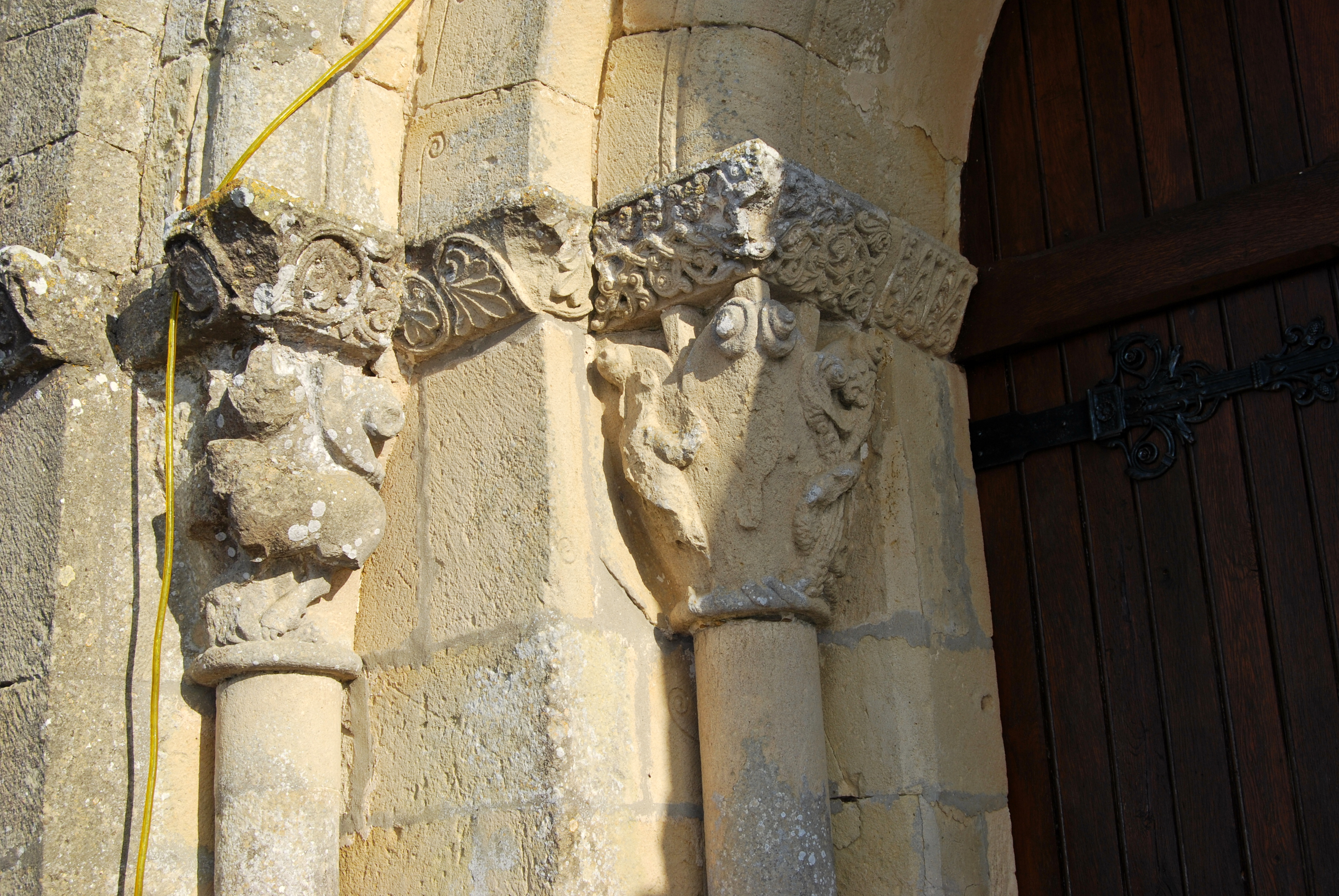
Ébrasement Nord

Sur la face la moins abîmée, on devine ce qui reste d'un fauve tourné vers la gauche. C'est probablement un lion, vu ses pattes griffues et sa queue épanouie, redressée au-dessus de la croupe. La tête a disparu. Elle semble avoir été soit accolée à un autre fauve distinct, soit commune à deux corps d'animaux qu'elle unissait (le lion bi-corporé).
Tentation d'Adam et Ève : 
On connait le sujet de la sculpture grâce à l'arbre de vie qui est situé à droite de la corbeille et au serpent qui s'enroule autour. Les corps d'Adam et Ève ont disparu. D'Ève, il reste deux pieds nus situés à l'angle médian et d'Adam, un torse, un bras gauche tourné vers le fruit défendu et deux pieds nus sur l'astragale.
Chevaucheur de lion : 

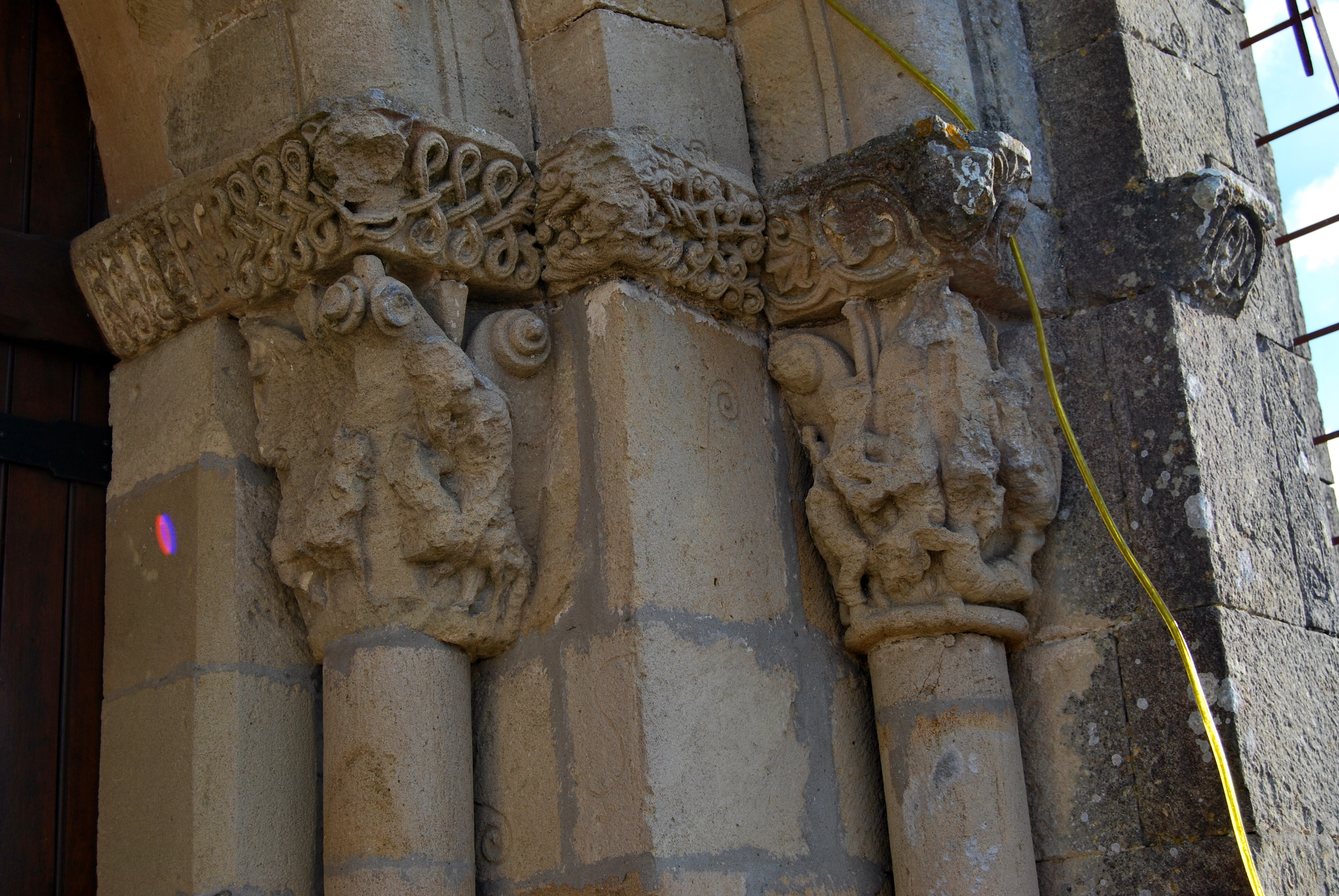
Ébrasement Sud

Le tailloir à entrelacs est assez bien préservé. Au niveau de la corbeille, sur la droite, on peut arriver à identifier un mammifère que chevauche un personnage, penché vers l'avant, habillé en tunique et portant une chevelure longue. On peut penser à Samson tuant le lion. Sur l'autre face de la corbeille on devine une scène analogue, mais elle est trop abîmée pour tenter une interprétation.
Six personnages
Sur la face externe de la corbeille, un acrobate est couché. Il tend en l'air son pied gauche pour soutenir le dos d'un contorsionniste plié en deux. Un troisième personnage occupe l'arête centrale, sans doute un musicien. Sur la face interne, il reste la silhouette d'un couple s’étreignant tendrement, selon une posture stéréotypée de l'adultère du répertoire aquitain. Dans le coin, un gymnaste en appui sur ses deux mains est en train de lancer ses jambes en l'air.
La tête barbue : 
Entre les deux corbeilles, à l'angle, se trouvent les restes d'une tête barbue. On voit bien les traces d'une barbe bifide, à tresses spiralées, une bouche entrouverte, des moustaches retroussées et un œil au regard sévère ; l'homme avec barbe et moustaches soignées était un symbole du péché de la Vanité et la barbe bifide, comme une langue de serpent, était maléfique.
Sur ce chapiteau, nous avons la condamnation des professions maudites d'acrobate, de musicien et de danseur, complices traditionnels de l'adultère et la luxure.
Les huit modillons, tous de très bonne facture, ont tous été partiellement détruits au marteau. Une comparaison des restes avec d'autres modillons de la région ne laisse aucun doute : la série était ce que l'on appelait pudiquement au XIXe siècle des « obscènes »  (voir aussi l'article Iconographie des modillons romans). Il y avait un exhibitionniste masculin avec pénis et scrotum gigantesque, une exhibitionniste féminine qui tient sa vulve avec ses mains, un exhibitionniste anal avec la tête « invertie » et des monstres démoniaques.

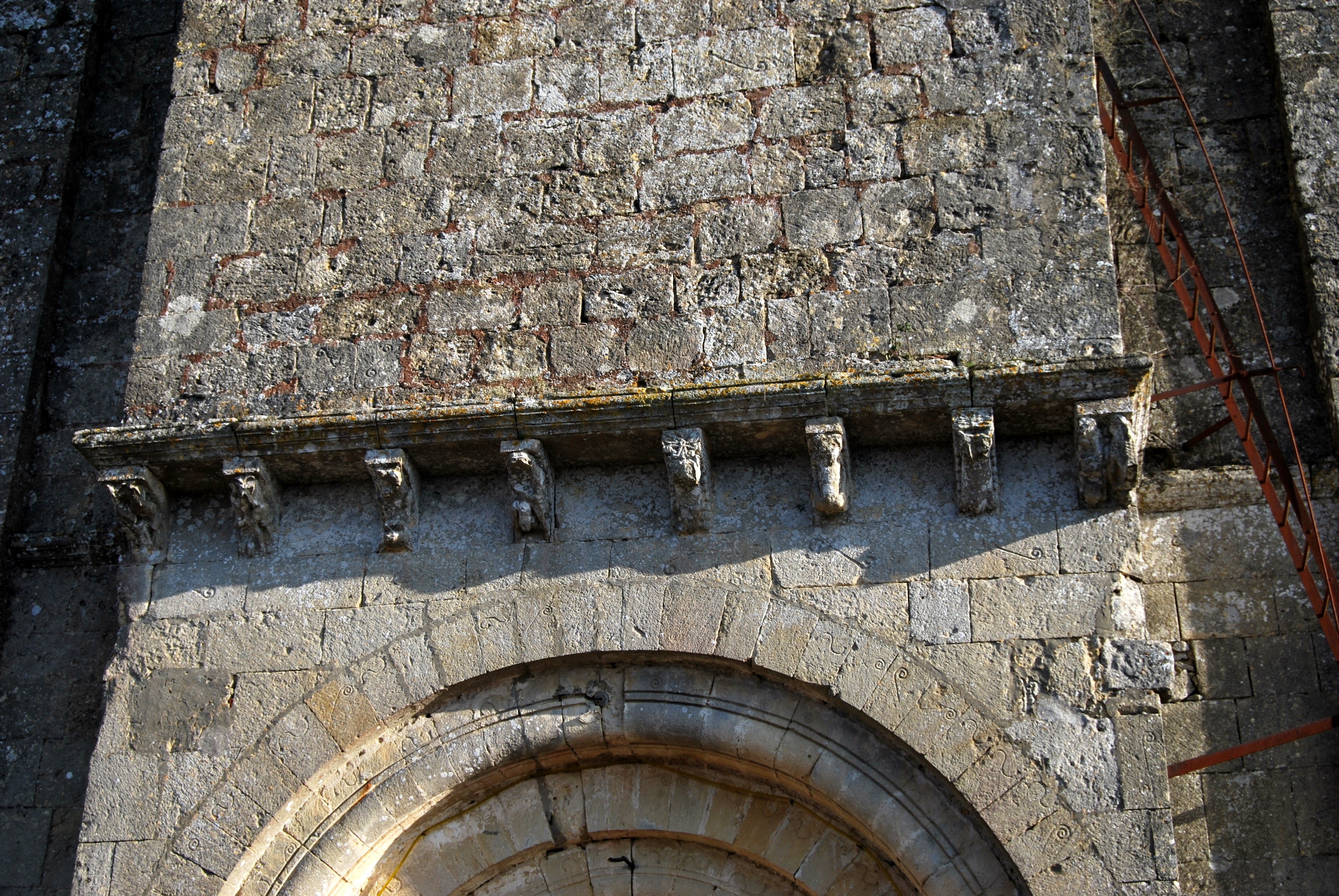
Les huit modillons
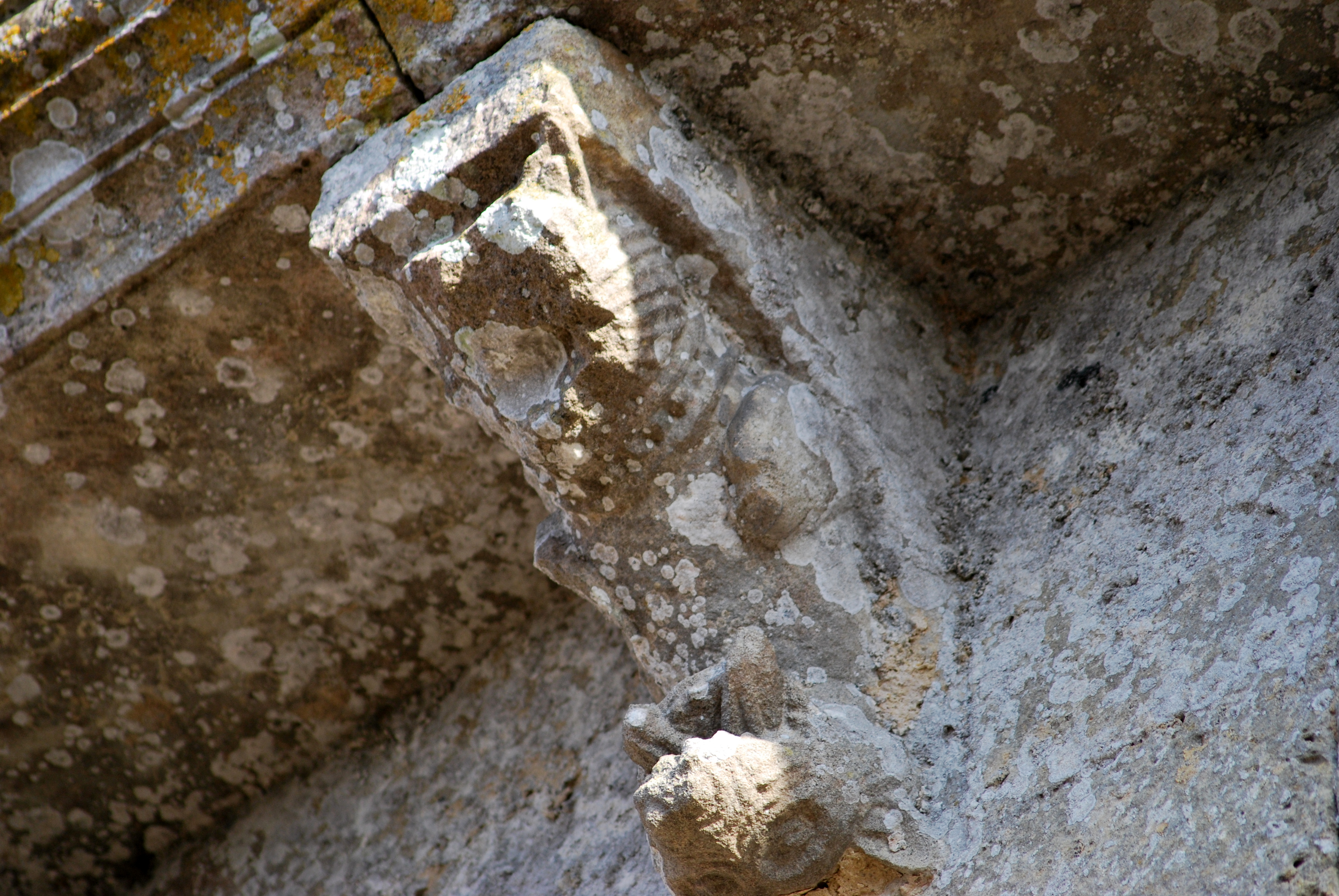
Monstre démoniaque
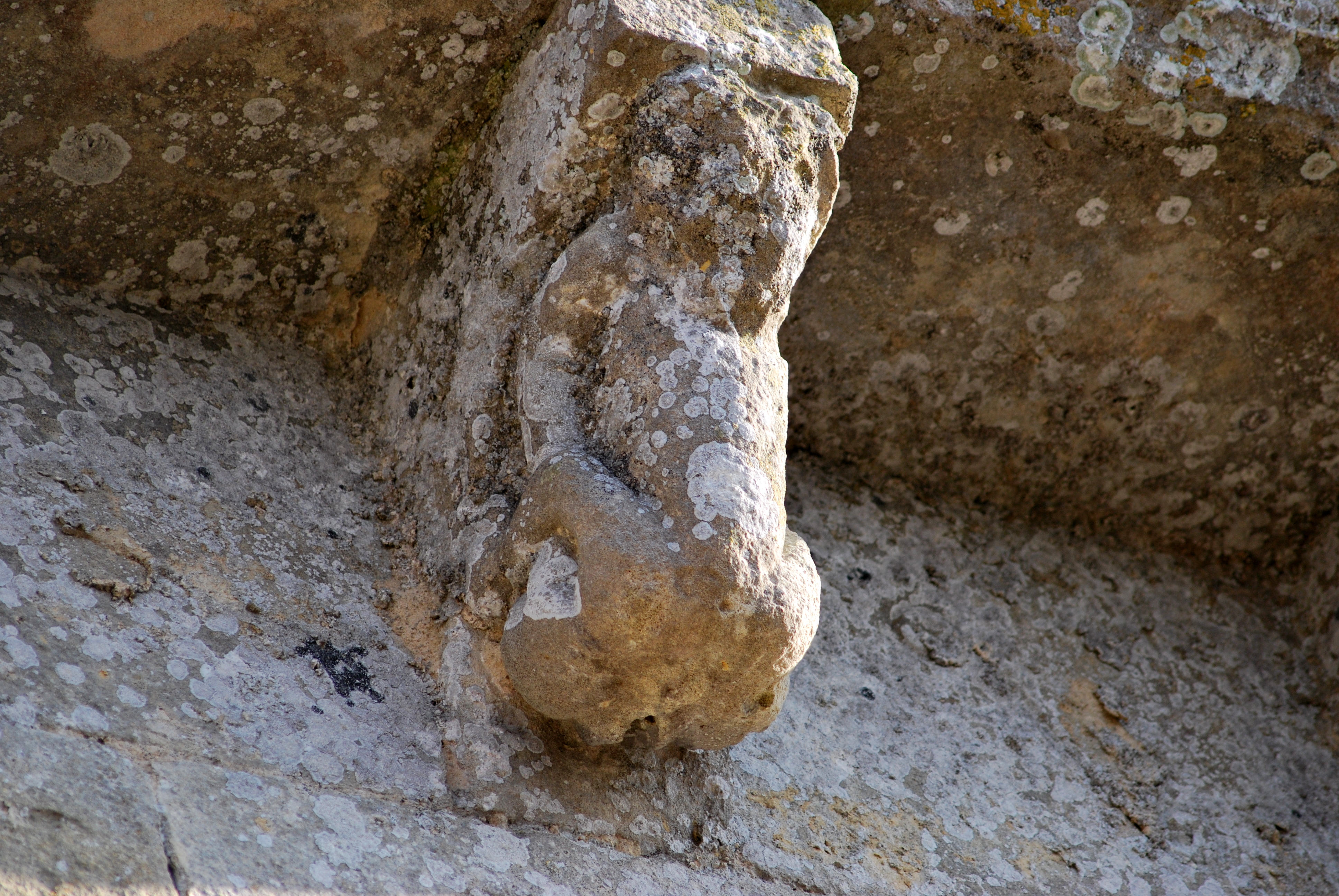
Exhibitionniste anal
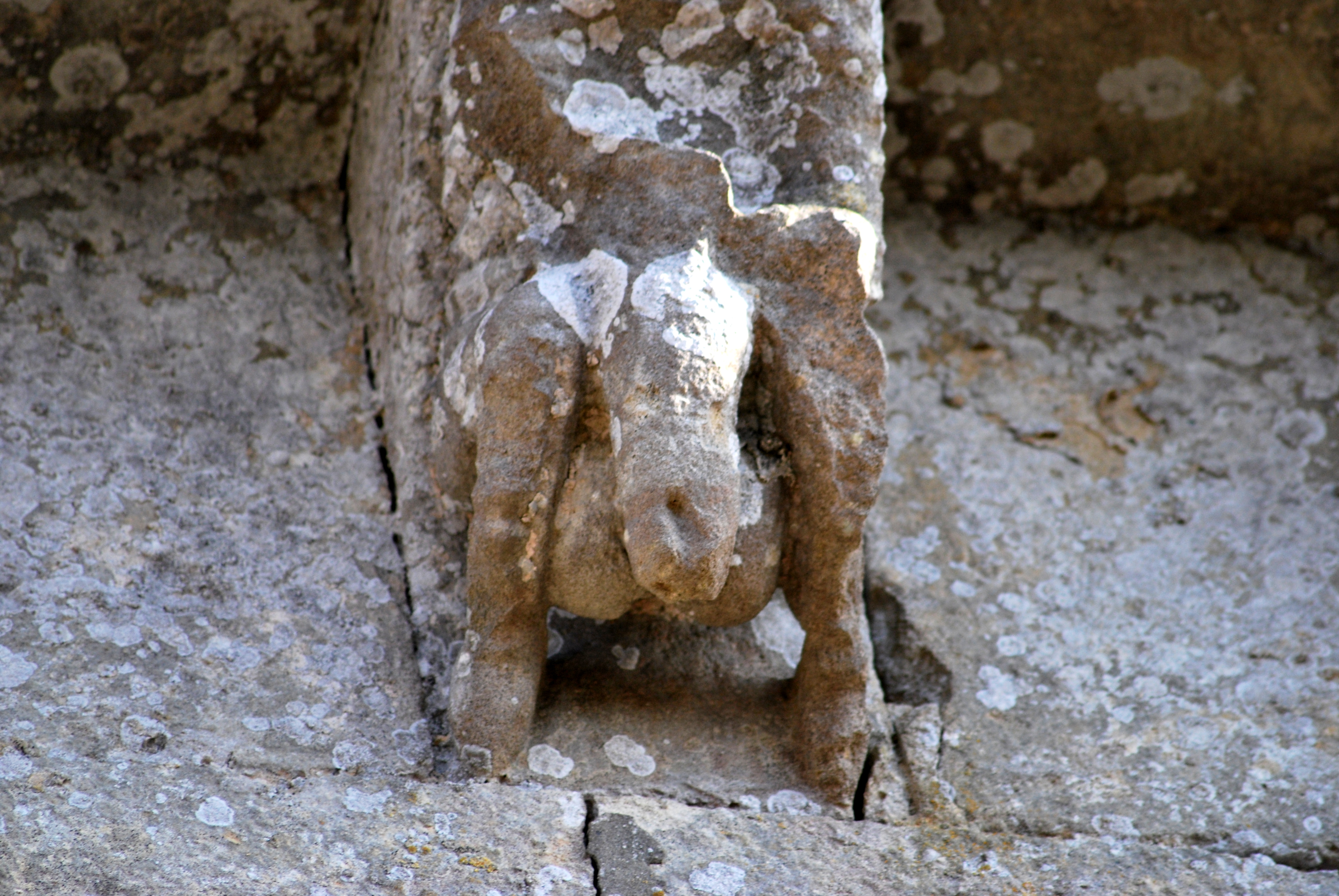
Exhibitionniste masculin
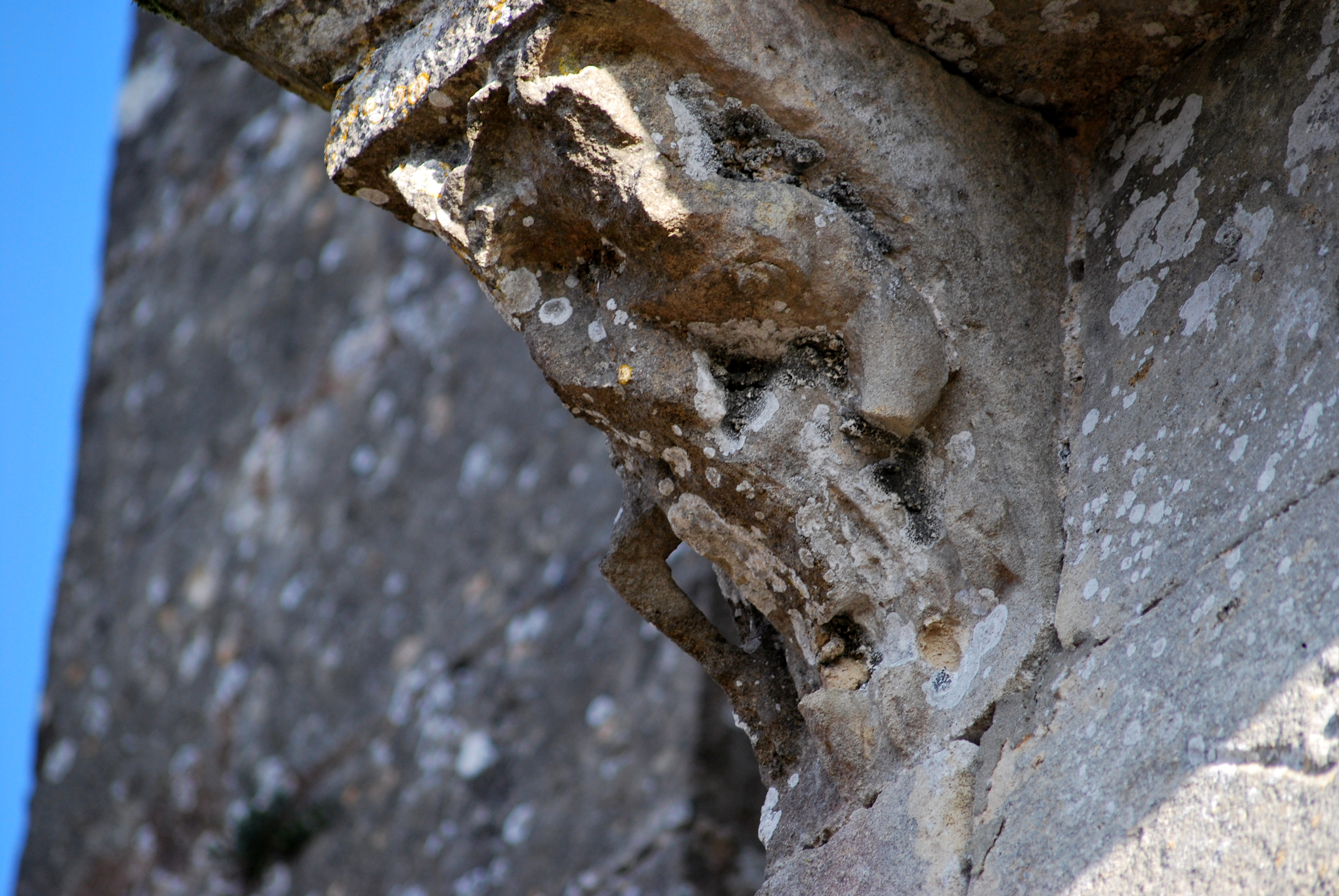
Exhibitionniste féminine